# Феодосійський район
Феодосійський район (крим. Kefe rayonı) — район в Україні, Автономна Республіка Крим. Адміністративний центр — місто Феодосія.
Утворений 7 вересня 2023 року з територій Судацької і Феодосійської міських рад республіканського значення та Іслямтерецького й Ічкінського районів.
За переписом 2001 року населення району становило 227,6 тисячі осіб.

## Ради і населені пункти
У районі 112 населених пунктів — 3 міста, 9 селищ і 100 сіл, які входять до 40 рад — 3 міських, 7 селищних і 30 сільських.
Відповідно до Закону України «Про внесення змін до деяких законодавчих актів України щодо вирішення окремих питань адміністративно-територіального устрою Автономної Республіки Крим» до 7 жовтня 2023 року мають бути затверджені адміністративні центри та території територіальних громад району.